# Epåletthaj
Epåletthaj (Hemiscyllium ocellatum) är en bambuhaj som vandrar omkring på botten genom att använda fenorna som ben. De slutar bara att gå när de känner sig hotade. Födan består av räkor, krabbor, småfisk och sniglar. Förökningen är ovipar.
Den maximala längden ligger vid 107 cm. Några populationer blir upp till 76 cm långa och väger maximal 900 g. Könsmognaden infaller vid en längd av 54 till 62 cm. Honor lägger ägg. Beroende på population sker fortplantningen mellan juli och november eller hela året. Äggen kläcks efter cirka 120 dagar. Ungarna är vid tidpunkten 14 till 16 cm långa.

## Utbredning
Epåletthajen finns i västra delarna av Stilla Havet, främst utanför Nya Guinea och norra Australien. Arten dyker till ett djup av 40 meter. Den hittas ofta nära korallrev.

## Hot
Några exemplar fångas och hölls som akvariefiskar. Dessutom hamnar flera individer som bifångst i fiskenät. Hela populationen är fortfarande stor. IUCN listar arten som livskraftig (LC).